# 一法師央佳
一法師 央佳（いっぽうし ひろか、2001年5月16日 - ）は、東京都小平市出身の元女子プロサッカー選手。現役時代のポジションはミッドフィルダー。

## クラブ経歴

### ユース
浦和レッズレディースの下部組織でプレー。

### 浦和レッズレディース/三菱重工浦和レッズレディース
2020年に浦和レッズレディース（現 三菱重工浦和レッズレディース）トップチームに昇格。
2023年10月31日をもって現役引退を発表した。引退理由は前十字靭帯損傷から復帰に向けてのリハビリ中に突然死につながる運動誘発性不整脈を発症したためで、医師から「命が大事なのでサッカーは諦めて下さい」と言われ、断腸の思いで引退を決めたとのことである。
不整脈の発症防止の為に植込み型除細動器（ICD）を植込む手術を受けた。怪我などもあり公式戦への出場は一度もなかった。

## 所属歴

### ユース
- JACPA東京FC(小平市立小平第十小学校)
- 浦和レッズレディースジュニアユース(小平市立小平第四中学校)
- 浦和レッズレディースユース(日本女子体育大学附属二階堂高等学校)

### プロ
- 2020年 - 2023年10月 浦和レッズレディース/三菱重工浦和レッズレディース

## 個人成績
| 国内大会個人成績 | 国内大会個人成績 | 国内大会個人成績 | 国内大会個人成績 | 国内大会個人成績 | 国内大会個人成績 | 国内大会個人成績 | 国内大会個人成績  | 国内大会個人成績 | 国内大会個人成績 | 国内大会個人成績 | 国内大会個人成績 |
| 年度             | クラブ           | 背番号           | リーグ           | リーグ戦         | リーグ戦         | リーグ杯         | リーグ杯          | オープン杯       | オープン杯       | 期間通算         | 期間通算         |
| 年度             | クラブ           | 背番号           | リーグ           | 出場             | 得点             | 出場             | 得点              | 出場             | 得点             | 出場             | 得点             |
| 日本             | 日本             | 日本             | 日本             | リーグ戦         | リーグ戦         | リーグ杯         | リーグ杯          | 皇后杯           | 皇后杯           | 期間通算         | 期間通算         |
| ---------------- | ---------------- | ---------------- | ---------------- | ---------------- | ---------------- | ---------------- | ----------------- | ---------------- | ---------------- | ---------------- | ---------------- |
| 2021-22          | 浦和             | 22               | WE               | 0                | 0                | -                | -                 |                  |                  |                  |                  |
| 2022-23          | 浦和             | 22               | WE               | 0                | 0                | 0                | 0                 |                  |                  |                  |                  |
| 2023-24          | 浦和             | 22               | WE               | 0                | 0                | 0                | 0                 |                  |                  |                  |                  |
| 通算             | 日本             | 日本             | WE               | 0                | 0                | 0                | 0\|\|\|\|\|\|\|\| |                  |                  |                  |                  |
| 総通算           | 総通算           | 総通算           | 総通算           | 0                | 0                | 0                | 0\|\|\|\|\|\|\|\| |                  |                  |                  |                  |

## タイトル

### クラブ

#### 浦和レッズレディース/三菱重工浦和レッズレディース
- 2020年  なでしこリーグ
- 2021年  皇后杯JFA全日本女子サッカー選手権大会
- 2022-23 Yogibo WEリーグ
- 2022-23 WEリーグカップ